# Канатиа
Канатиа (груз. კანატია) — село в Грузии, в муниципалитете Душети края Мцхета-Мтианети. 

## География
Село расположено в северной части края, в 32 километрах по прямой к северо-востоку от центра муниципалитета Душети. Высота центра — 1400 метров над уровнем моря.

## Население
По данным переписи населения 2014 года, в селе проживало 18 человек.
| Год  | Население | Мужчины | Женщины |
| ---- | --------- | ------- | ------- |
| 2002 | 25        | 13      | 12      |
| 2014 | 18        | 10      | 8       |